# Fred Francis Bosworth
Fred Francis Bosworth (ur. 17 stycznia 1877, zm. 23 stycznia 1958) – amerykański ewangelista zielonoświątkowy. Nazywany „uzdrowicielem wiary”. Urodził się na farmie w stanie Nebraska i wychował w rodzinie metodystów.
W 1906 zaznał zielonoświątkowego doświadczenia. W roku 1914 był jednym z założycieli Zborów Bożych, jednak już w 1918 zerwał z tą denominacją, ponieważ nie zgadzał się z poglądem, że Chrzest w Duchu Świętym musi być potwierdzony glosolalią. Około roku 1930 zaczął głosić Ewangelię przez radio i był jednym z pierwszych radiowych kaznodziejów. W roku 1930 przystąpił do Chrześcijańskiego i Misyjnego Sojuszu, który opuścił w 1934 ze względu na przyjęcie pewnych elementów brytyjskiego mesjanizmu. W roku 1944 powrócił do Chrześcijańskiego i Misyjnego Sojuszu, po uprzedniej pokucie.
W latach 30. i 50. przeprowadził wiele kampanii ewangelizacyjnych w Północnej Ameryce. W związku z działalnością uzdrowieńczą miał otrzymać ćwierć miliona listów w ciągu 14 lat. W końcu 1951 roku przeprowadził wraz z Branhamem kampanię ewangelizacyjną w Afryce Południowej.
Jest autorem książki Christ the Healer (1924). Pierwsze jej wydanie zawierało 5 kazań, siódme wydanie - 14 kazań. Za życia Boswortha książka rozeszła się w nakładzie ponad 500 000 egzemplarzy. Książka została przełożona na kilka języków, także polski. W broszurze Do All Speak With Tongues?, która uchodzi za kontrowersyjny pamflet, przedstawił swoje poglądy na temat chrztu w Duchu Świętym.